# نورث تادنهم
نورث تادنهم (به انگلیسی: North Tuddenham) یک روستا و محله مدنی در بریتانیا است که در Breckland District واقع شده‌است. نورث تادنهم ۹٫۴۱ کیلومتر مربع مساحت و ۳۳۵ نفر جمعیت دارد.